# Ramaria campoi
Ramaria campoi är en svampart som först beskrevs av Speg., och fick sitt nu gällande namn av R.H. Petersen 1981. Ramaria campoi ingår i släktet Ramaria och familjen Gomphaceae.   Inga underarter finns listade i Catalogue of Life.